# Alfred Schattmann
Alfred Schattmann (auch unter dem Pseudonym Fred Santa bekannt, * 11. Juni 1876 in Rytwiany; † 16. März 1952 in Potsdam) war ein deutscher Komponist und Musikschriftsteller deutscher Herkunft. Er erlangte insbesondere als Opernkomponist in Deutschland Bekanntheit.

## Leben und Werk
Alfred Schattmann war der Sohn eines Fabrikdirektors. Er studierte zunächst Rechtswissenschaft. Er wandte sich nach zweijähriger Bürotätigkeit ganz der Musik zu, nachdem er bereits viele Jahre bei dem deutschen Chordirigenten Julius Schäffer studiert hatte.
Als Komponist schrieb er Opern und Lieder. Er wurde bekannt mit seiner musikalischen Komödie „Die Freier“ (1904), der komischen Oper „Des Teufels Pergament (1913)“, der burlesken Oper „Die Geister von Kranichenstein (1914)“ und der tragischen Oper „Die Hochzeit des Mönchs“. Er schrieb weiterhin zahlreiche Lieder und Klavierstücke.
Alfred Schattmann lehrte als Komponist und Musikschriftsteller in Berlin. Er war erster Musikreferent der „Nachtausgabe“. Er veröffentlichte einige Monographien zu den Werken von Richard Strauss, Max von Schillings, Hector Berlioz und Jean Sibelius. Zum 1. März 1933 trat er der NSDAP bei. Er lebte seit Juni 1936 für einige Jahre in Ambach am Starnberger See.